# Samantha Logan
Samantha Jade Logan est une actrice américaine née le 27 octobre 1996 à Boston,  Massachusetts.

## Biographie

### Jeunesse
Samantha Logan naît le 27 octobre 1996 à Boston, dans le Massachusetts. Elle est d'origine trinidadienne et irlandaise. À l'âge de 10 ans, elle convainc sa mère d'emménager à Manhattan pour mieux poursuivre une carrière d'actrice. Lors de son adolescence, elle fréquente la Professional Performing Arts School (en), puis la Fiorello H. LaGuardia High School of Music & Art and Performing Arts.

### Carrière
Samantha Logan décroche son premier rôle à l'âge de 13 ans en apparaissant dans un épisode de la série télévisée Gossip Girl. Elle joue des rôles très mineurs avant d'être révélée par ses performances dans les séries 666 Park Avenue et Hôpital central.
Elle rejoint le large casting de la série télévisée Teen Wolf au cours de la saison 4.

Sa carrière prend une ampleur plus importante en 2018, quand elle rejoint le casting récurrent de deux séries, 13 reasons why avec le rôle de Nina Jones et All American avec le rôle d'Olivia Baker.

### Vie privée
De 2017 à 2019, elle est en couple avec l'acteur Dylan Sprayberry, qu'elle a rencontré sur le tournage de la saison 4 de Teen Wolf.

Elle est impliquée dans de nombreuses œuvres caritatives.

Elle possède un Shih Tzu nommé Maximus et un chat nommé Zoe.

## Filmographie

### Longs métrages
- 2011 : Detachment : une jeune fille
- 2014 : Alexandre et sa journée épouvantablement terrible et affreuse : Heather
- 2019 : Polaroid : Kasey
- 2020 : The Empty Man : Davara Walsh

### Téléfilms
- 2015 : Studio City : Emma
- 2015 : Members Only (en) : Imany Rogers
- 2016 : Sexe Intentions (en)

### Séries télévisées
- 2009 : Gossip Girl : une jeune fille (Saison 3 : Épisode 6)
- 2011 : New York, unité spéciale : Lola  (saison 13, Épisode 3)
- 2012-2013 : 666 Park Avenue : Nona Clark
- 2013 : Hôpital central : Taylor DuBois
- 2014 : Melissa and Joey : Stella
- 2014 : Teen Wolf : Violet (Saison 4 : Épisode 4, 5 et 6)
- 2014-2015 : The Fosters : Tia Stephens
- 2016 : NCIS : Enquêtes spéciales : Riley Davis (Saison 13 : Épisode 18)
- 2016 : Junior : Nessa
- 2018-2020 : 13 Reasons Why : Nina Jones
- 2018-présent : All American : Olivia Baker